# High School DxD
High School DxD (jap. ハイスクールD×D Haisukūru dī dī) – seria light novel napisana przez Ichieia Ishibumiego i zilustrowana przez Miyamę-Zero, publikowana od września 2008 do marca 2018 nakładem wydawnictwa Fujimi Shobō pod imprintem Fujimi Fantasia Bunko. Na jej podstawie powstała manga autorstwa Hirojiego Mishimy oraz 4 sezony anime, które były emitowane w latach 2012–2018.
W Polsce manga ukazała się nakładem wydawnictwa Studio JG.

## Fabuła
Akademia Kuo (jap. 駒王学園 Kuō Gakuen) to dawna szkoła dla dziewcząt, która niedawno stała się koedukacyjna. Placówka skrywa jednak pewną tajemnicę – część jej populacji stanowią anioły (jap. 天使 tenshi), upadłe anioły (jap. 堕天使 datenshi) i diabły (jap. 悪魔 akuma), czego reszta uczniów jest nieświadoma. Jednym z niewtajemniczonych jest Issei Hyodo, zboczony nastolatek, który wiedzie spokojne życie. Pewnego dnia zostaje niespodziewanie zaproszony na randkę przez dziewczynę imieniem Yuma Amano. Po randce Yuma zabiera Isseia do lokalnego parku i ku jego zdumieniu, prosi go, by ten dla niej umarł. Dziewczyna wyjawia, że jest upadłą anielicą, a następnie przebija chłopaka włócznią. Na ratunek przybywa mu Rias Gremory, piękna uczennica trzeciego roku, która go ożywia. Issei budzi się następnego ranka, myśląc, że wydarzenia, które miały miejsce były tylko snem. Wkrótce jednak zostaje zaatakowany przez kolejnego upadłego anioła, a Rias ponownie przychodzi mu na ratunek. Następnie wyjawia Isseiowi, że jest diablicą, a także mówi mu, że w wyniku jego śmierci z rąk Yumy wskrzesiła go jako diabła, czyniąc go tym samym swoim sługą.

## Bohaterowie
- Issei Hyodo (jap. 兵藤 一誠 Hyōdō Issei)

Seiyū: Yūki Kaji 
- Rias Gremory (jap. リアス・グレモリー Riasu Guremorī)

Seiyū: Yōko Hikasa 
- Asia Argento (jap. アーシア・アルジェント Āshia Arujento)

Seiyū: Azumi Asakura 
- Akeno Himejima (jap. 姫島 朱乃 Himejima Akeno)

Seiyū: Shizuka Itō 
- Koneko Tojo (jap. 塔城 小猫 Tōjō Koneko)

Seiyū: Ayana Taketatsu 
- Yuto Kiba (jap. 木場 祐斗 Kiba Yūto)

Seiyū: Kenji Nojima 
- Xenovia Quarta (jap. ゼノヴィア・クァルタ Zenovia Kuaruta)

Seiyū: Risa Taneda 
- Irina Shido (jap. 紫藤 イリナ Shidō Irina)

Seiyū: Maaya Uchida 
- Gasper Bloody (jap. ギャスパー・ヴラディ Gyasupā Vuradi)

Seiyū: Ayane Sakura 
- Azazel (jap. アザゼル Azazeru)

Seiyū: Rikiya Koyama 
- Rossweisse (jap. ロスヴァイセ Rosuvaise)

Seiyū: Ai Kakuma 
- Ravel Phoenix (jap. レイヴェル・フェニックス Reiveru Fenikkusu)

Seiyū: Asuka Nishi 
- Ophis (jap. オーフィス Ōfisu)

Seiyū: Suzuko Mimori 

## Light novel
25-tomowa seria light novel została napisana przez Ichieia Ishibumiego i zilustrowana przez Miyamę-Zero. Była wydawana od 20 września 2008 do 20 marca 2018 nakładem wydawnictwa Fujimi Shobō pod imprintem Fujimi Fantasia Bunko. Dodatkowa historia, zatytułowana Hajimete no otsukai: Ophis-hen (jap. はじめてのおつかい・オーフィス編), została opublikowana 19 maja 2012 w magazynie „Dragon Magazine” jako tom bunkobon. Jej akcja rozgrywa się po tomie 12 i skupia się na pierwszej wyprawie Ophis na zakupy w ludzkim świecie.
| Nr | Data wydania (język japoński) | ISBN (język japoński)  |
| -- | ----------------------------- | ---------------------- |
| 1  | 20 września 2008              | ISBN 978-4-8291-3326-2 |
| 2  | 20 grudnia 2008               | ISBN 978-4-8291-3358-3 |
| 3  | 20 kwietnia 2009              | ISBN 978-4-8291-3391-0 |
| 4  | 19 września 2009              | ISBN 978-4-8291-3427-6 |
| 5  | 19 grudnia 2009               | ISBN 978-4-8291-3470-2 |
| 6  | 20 marca 2010                 | ISBN 978-4-8291-3500-6 |
| 7  | 17 lipca 2010                 | ISBN 978-4-8291-3540-2 |
| 8  | 18 grudnia 2010               | ISBN 978-4-8291-3593-8 |
| 9  | 20 kwietnia 2011              | ISBN 978-4-8291-3628-7 |
| 10 | 17 września 2011              | ISBN 978-4-8291-3677-5 |
| 11 | 20 stycznia 2012              | ISBN 978-4-8291-3720-8 |
| 12 | 20 kwietnia 2012              | ISBN 978-4-8291-3749-9 |
| 13 | 20 września 2012              | ISBN 978-4-8291-3798-7 |
| 14 | 19 stycznia 2013              | ISBN 978-4-8291-3845-8 |
| 15 | 20 czerwca 2013               | ISBN 978-4-0407-1004-4 |
| 16 | 19 października 2013          | ISBN 978-4-04-712912-2 |
| 17 | 20 lutego 2014                | ISBN 978-4-04-070031-1 |
| 18 | 20 czerwca 2014               | ISBN 978-4-04-070127-1 |
| 19 | 20 listopada 2014             | ISBN 978-4-04-070146-2 |
| 20 | 18 lipca 2015                 | ISBN 978-4-04-070665-8 |
| 21 | 19 marca 2016                 | ISBN 978-4-04-070666-5 |
| 22 | 20 lipca 2016                 | ISBN 978-4-04-070965-9 |
| 23 | 18 marca 2017                 | ISBN 978-4-04-070963-5 |
| 24 | 17 listopada 2017             | ISBN 978-4-04-072378-5 |
| 25 | 20 marca 2018                 | ISBN 978-4-04-072379-2 |

Sequel zatytułowany, Shin High School DxD, ukazuje się od 20 lipca 2018. Według stanu na 20 lutego 2020, do tej pory ukazały się 4 tomy.
| Nr | Data wydania (język japoński) | ISBN (język japoński)  |
| -- | ----------------------------- | ---------------------- |
| 1  | 20 lipca 2018                 | ISBN 978-4-04-072825-4 |
| 2  | 20 grudnia 2018               | ISBN 978-4-04-072826-1 |
| 3  | 20 sierpnia 2019              | ISBN 978-4-04-072827-8 |
| 4  | 20 lutego 2020                | ISBN 978-4-04-073547-4 |

## Manga
Adaptacja w formie mangi zilustrowanej przez Hirojiego Mishimę ukazywała się w magazynie „Dragon Magazine” od 20 lipca 2010. Następnie została przeniesiona do czasopisma „Gekkan Dragon Age”, gdzie była publikowana od 9 lutego 2011 do 9 lutego 2018. Została zebrana w 11 tankōbonach, wydanych między 7 czerwca 2011 a 9 kwietnia 2018 nakładem wydawnictwa Fujimi Shobō pod imprintem Dragon Comics Age. W Polsce prawa do dystrybucji nabyło Studio JG.
Spin-off zilustrowany przez Hiroichiego, zatytułowany High School DxD: Asia & Koneko no himitsu no keiyaku!? (jap. ハイスクールD×D アーシア&小猫 ヒミツのけいやく!?), był wydawany w magazynie „Gekkan Dragon Age” od 9 września 2011 do 9 marca 2012. Został opublikowany w jednym tankōbonie, który ukazał się 9 marca 2012.
Drugi spin-off, zatytułowany High School DxD: Akuma no oshigoto (jap. ハイスクールD×D アクマのおしごと), ukazywał się w magazynie „Gekkan Dragon Age” od 9 kwietnia do 9 sierpnia 2013 i został zebrany w jednym tankōbonie, wydanym 9 września 2013. Manga ta została zilustrowana przez artystę o pseudonimie SODA i jest adaptacją opowiadań znajdujących się w serii light novel.
| Nr | Język japoński  | Język japoński         | Język polski         | Język polski           |
| Nr | Data wydania    | ISBN                   | Data wydania         | ISBN                   |
| -- | --------------- | ---------------------- | -------------------- | ---------------------- |
| 1  | 7 czerwca 2011  | ISBN 978-4-04-712733-3 | 4 maja 2016          | ISBN 978-83-8001-128-1 |
| 2  | 7 grudnia 2011  | ISBN 978-4-04-712767-8 | 18 lipca 2016        | ISBN 978-83-8001-144-1 |
| 3  | 5 lipca 2012    | ISBN 978-4-04-712814-9 | 10 października 2016 | ISBN 978-83-8001-158-8 |
| 4  | 7 stycznia 2013 | ISBN 978-4-04-712852-1 | 3 stycznia 2017      | ISBN 978-83-8001-177-9 |
| 5  | 9 września 2013 | ISBN 978-4-04-712900-9 | 2 czerwca 2017       | ISBN 978-83-8001-202-8 |
| 6  | 9 kwietnia 2014 | ISBN 978-4-04-070080-9 | 26 września 2017     | ISBN 978-83-8001-234-9 |
| 7  | 9 grudnia 2014  | ISBN 978-4-04-070457-9 | 14 grudnia 2017      | ISBN 978-83-8001-261-5 |
| 8  | 8 sierpnia 2015 | ISBN 978-4-04-070597-2 | 28 lutego 2018       | ISBN 978-83-8001-280-6 |
| 9  | 9 maja 2016     | ISBN 978-4-04-070881-2 | 28 czerwca 2018      | ISBN 978-83-8001-308-7 |
| 10 | 9 maja 2017     | ISBN 978-4-04-072282-5 | 21 września 2018     | ISBN 978-83-8001-345-2 |
| 11 | 9 kwietnia 2018 | ISBN 978-4-04-072669-4 | 17 grudnia 2018      | ISBN 978-83-8001-382-7 |

## Anime
Adaptację w formie telewizyjnego serialu anime zapowiedziano 15 kwietnia 2011. Została wyprodukowana przez GENCO i zanimowana przez studio TNK. Za reżyserię odpowiadał Tetsuya Yanagisawa, za scenariusz Takao Yoshioka, za projekty postaci zaś Junji Gotō. Seria była emitowana w stacji AT-X między 6 stycznia a 23 marca 2012. Transmisje w AT-X były nieocenzurowane, podczas gdy emisje w TV Kanagawa i innych stacjach były emitowane z cenzurą. Anime zostało wydane przez Media Factory na 6 nośnikach Blu-ray i DVD, które ukazały się między 21 marca a 29 sierpnia 2012. Na każdej z płyt znajdowały się 2 odcinki anime oraz krótka OVA zatytułowana Mōsō bakuyure kaijo orijinaru bideo (jap. 妄想爆揺解除オリジナルビデオ). 24-minutowa OVA, wymieniona jako odcinek 13, została dołączona do limitowanego wydania 13. tomu light novel, wydanego 6 września 2012. Za jego scenariusz odpowiadał Ichiei Ishibumi, który jest autorem light novel. Kolejna OVA pierwszego sezonu, która jest wymieniona jako odcinek 14, również została napisana przez Ishibumiego i została dołączony do limitowanej edycji 15. tomu, który ukazał się 31 maja 2013.
Drugi sezon anime, zatytułowany High School DxD New (jap. ハイスクールD×D NEW Haisukūru dī dī nyū), został ogłoszony podczas napisów końcowych 13 odcinka. Jego emisja rozpoczęła się 7 lipca i zakończyła 22 września 2013.
W czerwcu 2014 wydawnictwo Fujimi Shobō ogłosiło plany produkcji trzeciego sezonu. 6 grudnia tego samego roku ogłoszono, że seria będzie nosić tytuł High School DxD BorN. Była emitowana od 10 kwietnia do 20 czerwca 2015.
Podczas wydarzenia Fantasia Bunko Daikanshasai 2016, poinformowano, że kolejny sezon anime jest w produkcji. W październiku 2017 ogłoszono, że będzie on nosić tytuł High School DxD Hero (jap. ハイスクールD×D Hero Haisukūru dī dī hīrō). Za jego produkcję odpowiadało studio Passione, natomiast emisja trwała od 10 kwietnia do 3 lipca 2018. Po premierze czwartego sezonu nie było oficjalnego oświadczenia dotyczącego produkcji lub wydania piątego sezonu Highschool DxD.

### Ścieżka dźwiękowa
| Seria          | Tytuł                                             | Wykonawcy              | Źródło   |
| Czołówka       | Czołówka                                          | Czołówka               | Czołówka |
| -------------- | ------------------------------------------------- | ---------------------- | -------- |
| 1              | „Trip -innocent of D-”                            | Larval Stage Planning  | [ 3 ]    |
| 2              | „Sympathy”                                        | Larval Stage Planning  | [ 76 ]   |
| 2              | „Gekijōron” (jap. 激情論)                         | ZAQ                    | [ 76 ]   |
| 3              | „BLESS YoUr NAME”                                 | ChouCho                | [ 4 ]    |
| 4              | „Switch”                                          | Minami                 | [ 77 ]   |
| Napisy końcowe |                                                   |                        |          |
| 1              | STUDYxSTUDY                                       | StylipS                | [ 3 ]    |
| 2              | „Houteishiki wa kotaenai” (jap. 方程式は答えない) | Occult Kenkyuubu Girls | [ 76 ]   |
| 2              | „Lovely ♥ Devil” (jap. らぶりぃ♥でびる)           | Occult Kenkyuubu Girls | [ 76 ]   |
| 3              | „Give Me Secret” (jap. ギブミー・シークレット)    | StylipS                | [ 4 ]    |
| 4              | „Motenai kuse ni (';ω;´)”                         | Tapimiru               | [ 77 ]   |

## Gry komputerowe
W lipcu 2013 firma Kadokawa Games ogłosiła, że trwają prace nad adaptacją w formie gry komputerowej na platformę Nintendo 3DS. Pierwotnie produkcja miała ukazać się w Japonii 28 listopada 2013, jednakże jej premiera została przesunięta w celu „poprawy jakości produktu”. Ostatecznie gra została wydana 19 grudnia 2013.
Gra na konsole PlayStation Vita, zatytułowana High School DxD New Fight, została wydana w Japonii 28 sierpnia 2014.